# Stazione di Cervino-Durazzano
La stazione di Cervino-Durazzano era una fermata ferroviaria posta sulla ferrovia Benevento-Cancello. Serviva i comuni di Cervino e Durazzano, pur distando circa 6 km dai principali centri abitati di entrambi.

## Storia
La fermata era situata nel comune di Cervino nei pressi di una stradina che collega le località Censi e Savinelli dei due centri ed era servita da sole 2 o 3 coppie di treni al giorno. Probabilmente ciò, insieme alla posizione della fermata, lontana dai centri abitati, determinò la chiusura della fermata, avvenuta nel 1970.

## Strutture e impianti
La fermata era in corrispondenza del singolo binario passante per il servizio viaggiatori. Il piccolo fabbricato viaggiatori diroccato, il marciapiede ed un forno ed un pozzo, probabilmente a servizio del personale dell'ex fermata, sono ancora visibili.